# Whore (In This Moment)
Whore è un brano musicale della band americana In This Moment. Pubblicato il 17 dicembre 2013, è il terzo ed ultimo singolo estratto dal loro quarto album in studio, Blood.

## Descrizione

### Tematiche
Il brano è scritto da Maria Brink, Chris Howorth, Kevin Churko e suo figlio Kane Churko. Il chitarrista Chris Howorth dice della canzone, "Si tratta davvero di togliere il potere dalla parola, e quando superi tutte le polemiche della parola, hai una canzone rock and roll esplosiva con chitarre schiaccianti e tamburi enormi che avranno stai urlando puttana in cima ai tuoi polmoni!"
Brink ha preso un approccio più artistico posando nuda per la campagna online della canzone. Scrive sul post di Facebook della band, "Ho deciso di posare nuda per l'arte visiva di 'Whore' per evocare un'emozione vulnerabile e cruda. La parola" puttana "mi ha scritto sulla schiena, e il copricapo simboleggia che mi sto mettendo sul paletto per coloro che soffrono e posso solo sperare di incoraggiare almeno una persona a trovare l'autostima e l'amore che meritano di trascendere da una situazione dolorosa a una bella. Si tratta di trovare il nostro potere e prendere posizione".

## Video musicale
Il video musicale presenta Chris Motionless di Motionless in White mentre frequentava uno strip club. Maria e le sue ballerine chiamate "Blood Girls" sono mostrate in molti costumi e maschere diverse e Maria è vista indossare un berretto con "puttana" scritto sopra, che è anche il modo in cui la band preforma la canzone dal vivo. Alla fine del video, Chris viene drogato e violentato da Maria, è legato e indossa lo stesso berretto che indossava Maria. Il video di "Whore" e tutti gli altri video musicali di Blood sono stati diretti da Robert Kley.